# Газопереробний завод Беррі
Газопереробний завод Беррі – підприємство нафтогазової промисловості на сході Саудівської Аравії.
На початку 1970-х вирішили спорудити газопереробний майданчик, що забезпечував би утилізацію отриманого при розробці нафтового родовища Беррі попутного газу, надходження якого організували по спорудженому в 1975-му трубопроводу Абу-Алі – Беррі. Вилучена фракція С3+ призначалась для подачі на фракціонування по трубопроводу до Рас-Танури, тоді як паливний газ та конденсат спрямовувались до спорудженої в тому ж 1975-му двониткової системи Беррі – Абу-Алі (не пізніше середини 2000-х обидві нитки були переведені на прокачування газу).
Невдовзі в межах значно масштабнішого проекту розвитку газової промисловості вирішили перетворити майданчик у Беррі на потужний газопереробний завод, який би міг обслуговувати інші родовища північно-східної зони, зокрема, Сафанію. Він почав роботу в 1979-му та міг приймати 17 млн м3 на добу. Технологічний процес передбачав вилучення сірководню та діоксиду вуглецю з наступним продукуванням до 1400 тон сірки на добу.
Особливістю ГПЗ Беррі стала можливість вилучення етанової фракції (інші два споруджені за тією ж програмою газопереробні заводи Саудівської Аравії продукували лише фракцію С2+ з відправкою для подальшого розділення на спеціалізовані підприємства в Джуаймі та Янбу), яку подавали споживачам по спорудженому в 1982 році етанопроводу Беррі – Джубайль. При цьому в 1985-му ГПЗ Беррі доповнили сховищем етану, здатним зберігати 350 тисяч барелів цього продукту. Підготований газ спрямовувався по газопроводу Беррі – Джубайль до все того ж надпотужного центру нафтохімічної промисловості, який почав розвиватись у Джубайлі.     
Газопровід від Сафанії ввели в дію у 1983-му. В подальшому до Беррі подали ресурс по трубопроводам Танаджиб – Беррі (1985), Абкайк – Беррі (1995) та Катіф – Беррі (2004). Для роботи з додатковим ресурсом ГПЗ Беррі в 2003-му пройшов модернізацію, яка дозволила додатково вилучати 7,9 млн м3 етану та 80 тисяч барелів інших зріджених вуглеводневих газів на добу. В цей же період пропускна здатність майданчику на прийом зросла до 24,6 млн м3 на добу, а добова потужність по сірці – до 2000 тон.
Водночас можливо відзначити, що вже у 2007-му частину ресурсу з самого родовища Беррі спрямували на новий газопереробний завод Хурсанія (трубопровід Абу-Алі – Хурсанія).
Станом на середину 2010-х надлишковий конденсат із суттєвим вмістом сірководню, а також воду з установок вилучення сірководню спрямовували до перемички BCTL-1 діаметром 150 мм, яка сполучає ГПЗ Беррі із нафтопроводом BRT-2, що прямує з родовища Беррі до нафтопереробного заводу Рас-Танура. Оскільки запланували перевід BRT-2 на транспортування нафти з низьким вмістом сірководню, були проведені роботи зі спорудження перемички BCTL-2 довжиною 4 км та діаметром 150 мм, що дозволила видавати конденсат та воду із суттєвим вмістом сірководню до нового нафтопроводу BRT-4.
В 2005-му майданчик доповнили ТЕЦ Беррі. 